# Погорілий Іван Іванович
Іван Іванович Погорілий (1899–1937) — історик комуністичної партії, революційного руху, громадянської війни, завідувач кафедри історії України Одеського державного університету.

## Життєпис
І. І. Погорілий народився 20 березня 1899 року в Кременчузі у родині робітників.
Відомостей про час переїзду до Одеси та місце навчання немає. 1922 вже працював педагогом-вихователем 2-го дитячого містечка у Одесі. Згодом перейшов викладати до 82-ї школи залізничників. У подальшому працював завідувачем районного відділу народної освіти, завідувачем відділу культури і пропаганди редакції газети «Чорноморська Комуна», науковим співробітником Одеського музею революції, викладачем та завідувачем кафедри ОДУ. 1928 спромігся здобути вищу освіту та вступити до аспірантури при Одеській філії Харківської науково-дослідної кафедри історії української культури імені академіка Д. І. Багалія.
В 1930 році за клопотанням колишнього ректора Одеського інституту народної освіти (ОІНО) Т. Внукова, його залучили до наукової роботи в ОНІО. Після реорганізації ОІНО працював в Одеському інституті професійної освіти. Після відновлення Одеського державного університету в 1933 році очолив кафедру історії України. Крім завідування кафедрою брав активну участь у житті історичного ф-ту, викладав на курсах обласного відділу народної освіти, читав лекції для партактиву, пропагандистів, агітаторів й учасників теоретичних конференцій, проводив консультації та виступав з політичними доповідями в ОДУ. На початку 1930-х активно включився в роботу товариства «Істориків-марксистів» в Одесі і за свідченнями колег завжди послідовно відстоював марксистську точку зору.
В 1935 році здобув науковий ступінь кандидата історичних наук без захисту дисертації. На історичному факультеті Одеського університету читав курс історії України ХХ ст. для студентів старших курсів, керував роботою аспірантів.
У серпні 1937 року був заарештований як учасник «контрреволюційної української націоналістичної організації», був виключений з лав ВКП(б), звільнений з роботи як «ворог народу». Його віднесли до «банди» «буржуазних націоналістів», які керували в університеті підготовкою кадрів істориків. В провину ставили низку недоліків у роботі кафедри та керівництва факультету, перетворюючи їх на свідомі і цілеспрямовані злочини. Зазначалося, що деякі навчальні курси ніколи не дочитувались до кінця, зокрема, радянський період історії СРСР та історії України. Не визнав себе винним. 27 жовтня 1937 року виїзна сесія Військової колегії Верховного суду СРСР засудила його до страти. Наступного дня був розстріляний в Києві.

## Науковий доробок
Предметом наукових досліджень виступали події революції та громадянської війни 1917—1920, історія робітничого руху та більшовицької партії. 1931 в журналі «Літопис революції» з'явилась його стаття, присвячена розвитку робітничого руху в Одесі за часів окупації міста денікінцями. Вона написана на основі матеріалів газет та інших періодичних видань і фонду спогадів Одеського Істпарту.
Проте помилки та суперечності не дозволили використати значну частину документів фонду спогадів для написання статті через неможливість їх перевірки. Інші архівні джерела представлені мало, оскільки за словами самого ж автора, їх кількість в Одесі було надзвичайно обмеженою. Намагався подати детальну картину подій, що розгорнулися з приходом «білої» армії та посиленням боротьби робітників міста проти денікінського окупаційного режиму. Значну увагу він приділив критиці дій партії меншовиків, яких звинувачував у співробітництві з окупаційною владою.
Автор прагнув зробити аналіз політики денікінців та аргументовано викласти причини їх поразки. Ця робота відрізнялася від подальших статей значно меншим рівнем ідеологізації і звеличенням ролі більшовиків. Окреме місце в доробку становлять статті, присвячені Т. Шевченку та питанням краєзнавства. Через вилучення його статей з наукового обігу і втрату певних видань не вдалося з'ясувати їх остаточну кількість.

#### Праці
- Робітничий рух в Одесі за денікінщини (23 серпня 1919 р. — 8 лютого 1920 р.) // Літопис революції. — 1931. — № 3. — С. 61 — 84.
- Робітничий рух в Одесі за денікінщини (23 серпня 1919 р. — 8 лютого 1920 р.) // Літопис революції. — 1931. — № 4. — С. 35 — 55.
- Більшовики України напередодні квітневої конференції РСДРП(б) 1917 р. // Чорноморська Комуна. — 1937. — 12 березня;
- Друзі Тараса Шевченка // Чорноморська Комуна. — 1936. — 10 березня.
- «Потьомкін» в Одесі // Чорноморська Комуна. — 1937. — 27 червня..

## Посилення
- Іван Іванович Погорілий (1899—1937): трагічна доля